# Liste der Fahnenträger der haitianischen Mannschaften bei Olympischen Spielen
Die Liste der Fahnenträger der haitianischen Mannschaften bei Olympischen Spielen listet chronologisch alle Fahnenträger haitianischer Mannschaften bei den Eröffnungsfeiern Olympischer Spiele auf.

## Liste der Fahnenträger
| Mannschaft             | Veranstaltung | Fahnenträger (EF)           | Fahnenträger (AF)            |
| ---------------------- | ------------- | --------------------------- | ---------------------------- |
| 1900 in Paris          | Sommerspiele  | keine Eröffnungsfeier       | keine Abschlussfeier         |
| 1924 in Paris          | Sommerspiele  |                             |                              |
| 1928 in Amsterdam      | Sommerspiele  |                             |                              |
| 1932 in Los Angeles    | Sommerspiele  |                             |                              |
| 1936 in Berlin         | Sommerspiele  | René Ambroise               |                              |
| 1960 in Rom            | Sommerspiele  |                             |                              |
| 1972 in München        | Sommerspiele  | Jules Meliner (Offizieller) |                              |
| 1976 in Montreal       | Sommerspiele  |                             |                              |
| 1984 in Los Angeles    | Sommerspiele  | Ronald Agénor               |                              |
| 1988 in Seoul          | Sommerspiele  | Deborah Saint Phard         |                              |
| 1992 in Barcelona      | Sommerspiele  |                             |                              |
| 1996 in Atlanta        | Sommerspiele  | Adler Volmar                |                              |
| 2000 in Sydney         | Sommerspiele  | Nadine Faustin-Parker       |                              |
| 2004 in Athen          | Sommerspiele  | Tudor Sanon                 | Gardy Prophète (Offizieller) |
| 2008 in Peking         | Sommerspiele  | Joel Brutus                 | Dodeley Orelus (Offizieller) |
| 2012 in London         | Sommerspiele  | Linouse Desravine           | Marlena Wesh                 |
| 2016 in Rio de Janeiro | Sommerspiele  | Asnage Castelly             | Jeffrey Julmis               |
| 2020 Tokio             | Sommerspiele  | Sabiana Anestor             | Mulern Jean                  |
| 2020 Tokio             | Sommerspiele  | Darrell Valsaint            | Mulern Jean                  |
| 2022 in Peking         | Winterspiele  | Richardson Viano            | Richardson Viano             |
| 2024 in Paris          | Sommerspiele  | Lynnzee Brown               | Emelia Chatfield             |
| 2024 in Paris          | Sommerspiele  | Philippe-Abel Metellus      | Cédrick Belony Duliepre      |

Anmerkung: (EF) = Eröffnungsfeier, (AF) = Abschlussfeier

## Statistik
| Rang    | Sportart       | EF | AF | ∑  |
| ------- | -------------- | -- | -- | -- |
| 1       | Leichtathletik | 2  | 4  | 6  |
| 2       | Judo           | 5  | 0  | 5  |
| 3       | Offizieller    | 1  | 2  | 3  |
| 4       | Boxen          | 1  | 1  | 2  |
| 5       | Gewichtheben   | 1  | 0  | 1  |
| 5       | Ringen         | 1  | 0  | 1  |
| 5       | Taekwondo      | 1  | 0  | 1  |
| 5       | Tennis         | 1  | 0  | 1  |
| 5       | Turnen         | 1  | 0  | 1  |
| Gesamt: | Gesamt:        | 14 | 7  | 21 |

| Rang    | Sportart  | EF | AF | ∑ |
| ------- | --------- | -- | -- | - |
| 1       | Ski Alpin | 1  | 1  | 2 |
| Gesamt: | Gesamt:   | 1  | 1  | 2 |

| Rang    | Sportart       | EF | AF | ∑  |
| ------- | -------------- | -- | -- | -- |
| 1       | Leichtathletik | 2  | 4  | 6  |
| 2       | Judo           | 5  | 0  | 5  |
| 3       | Offizieller    | 1  | 2  | 3  |
| 4       | Boxen          | 1  | 1  | 2  |
| 4       | Ski Alpin      | 1  | 1  | 2  |
| 6       | Gewichtheben   | 1  | 0  | 1  |
| 6       | Ringen         | 1  | 0  | 1  |
| 6       | Taekwondo      | 1  | 0  | 1  |
| 6       | Tennis         | 1  | 0  | 1  |
| 6       | Turnen         | 1  | 0  | 1  |
| Gesamt: | Gesamt:        | 15 | 8  | 23 |